# Titan (yacht)
M/Y Titan är en av tre superyachter av samma modell (Amaryllis och Eminence) som tillverkades av Abeking & Rasmussen i Tyskland. Den levererades 2010 till Aleksandr Abramov, en rysk oligark. Titan designades både exteriört och interiört av Reymond Langton Design. Superyachten är 78,43 meter lång och har kapacitet att ha 14 passagerare fördelat på sju hytter. Den har också plats för 19 besättningsmän.